# Straßenbahn Zerbst
| Streckenlänge: | 2,3 km              |                              |                 |
| Spurweite: | 1000 mm (Meterspur) |                              |                 |
| |                     |                              |                 |
| \| \| \| Bahnstrecke Trebnitz–Leipzig \| \| \| \| 0,0 \| Bahnhof \| Bahnhof \| \| \| \| Ausweiche 1 \| \| \| \| \| altes Depot \| \| \| \| \| Biaser Straße \| \| \| \| \| Ausweiche 2 \| \| \| \| \| Kastanienallee \| \| \| \| \| Dessauer Straße \| \| \| \| \| Post \| \| \| \| \| Ausweiche 3 \| \| \| \| \| Schloßfreiheit \| \| \| \| \| Breite Straße \| \| \| \| \| neues Depot \| \| \| \| 2,3 \| Markt \| Markt \| |                     |                              |                 |
| |                     | Bahnstrecke Trebnitz–Leipzig |                 |
| U-Bahn-Kopfbahnhof Streckenanfang (Strecke außer Betrieb) | 0,0                 | Bahnhof                      | Bahnhof         |
| |                     | Ausweiche 1                  |                 |
| U-Bahn-Abzweig geradeaus und von rechts (Strecke außer Betrieb) |                     | altes Depot                  | altes Depot     |
| U-Bahn-Bahnhof (Strecke außer Betrieb) |                     | Biaser Straße                | Biaser Straße   |
| |                     | Ausweiche 2                  |                 |
| U-Bahn-Haltepunkt / Haltestelle (Strecke außer Betrieb) |                     | Kastanienallee               | Kastanienallee  |
| U-Bahn-Bahnhof (Strecke außer Betrieb) |                     | Dessauer Straße              | Dessauer Straße |
| U-Bahn-Haltepunkt / Haltestelle (Strecke außer Betrieb) |                     | Post                         | Post            |
| |                     | Ausweiche 3                  |                 |
| U-Bahn-Bahnhof (Strecke außer Betrieb) |                     | Schloßfreiheit               | Schloßfreiheit  |
| U-Bahn-Haltepunkt / Haltestelle (Strecke außer Betrieb) |                     | Breite Straße                | Breite Straße   |
| U-Bahn-Abzweig geradeaus und nach links (Strecke außer Betrieb) |                     | neues Depot                  | neues Depot     |
| U-Bahn-Haltepunkt / Haltestelle Streckenende (Strecke außer Betrieb) | 2,3                 | Markt                        | Markt           |

Die Straßenbahn Zerbst war eine 2,3 Kilometer lange meterspurige Pferdestraßenbahn in der anhaltischen Stadt Zerbst. Die Straßenbahn war von 1891 bis 1928 in Betrieb und wurde anschließend durch Omnibusse ersetzt. Das zuständige Verkehrsunternehmen hieß Zerbster Straßenbahn- und Betriebsgesellschaft, dieses war später auch für den Omnibusverkehr zuständig und firmierte ab 1936 unter der Bezeichnung Zerbster Kraftverkehrsgesellschaft. 

## Geschichte
Die am 2. November 1891 eröffnete Pferdestraßenbahn verband den Zerbster Bahnhof mit der Innenstadt, stadtseitiger Endpunkt war der Markt. Die Bahn war einer der kleinsten Straßenbahnbetriebe der Welt und wurde anfangs mit nur zwei Wagen, zwei Pferden und zwei Fahrern betrieben. Am 1. August 1928 stellte die Zerbster Straßenbahn ihren Betrieb als drittletzte Pferdebahn Deutschlands wieder ein. Länger verkehrten nur die Straßenbahn Stadthagen (bis 1930) sowie die Spiekerooger Inselbahn (bis 1949 pferdebetrieben). 

## Relikte

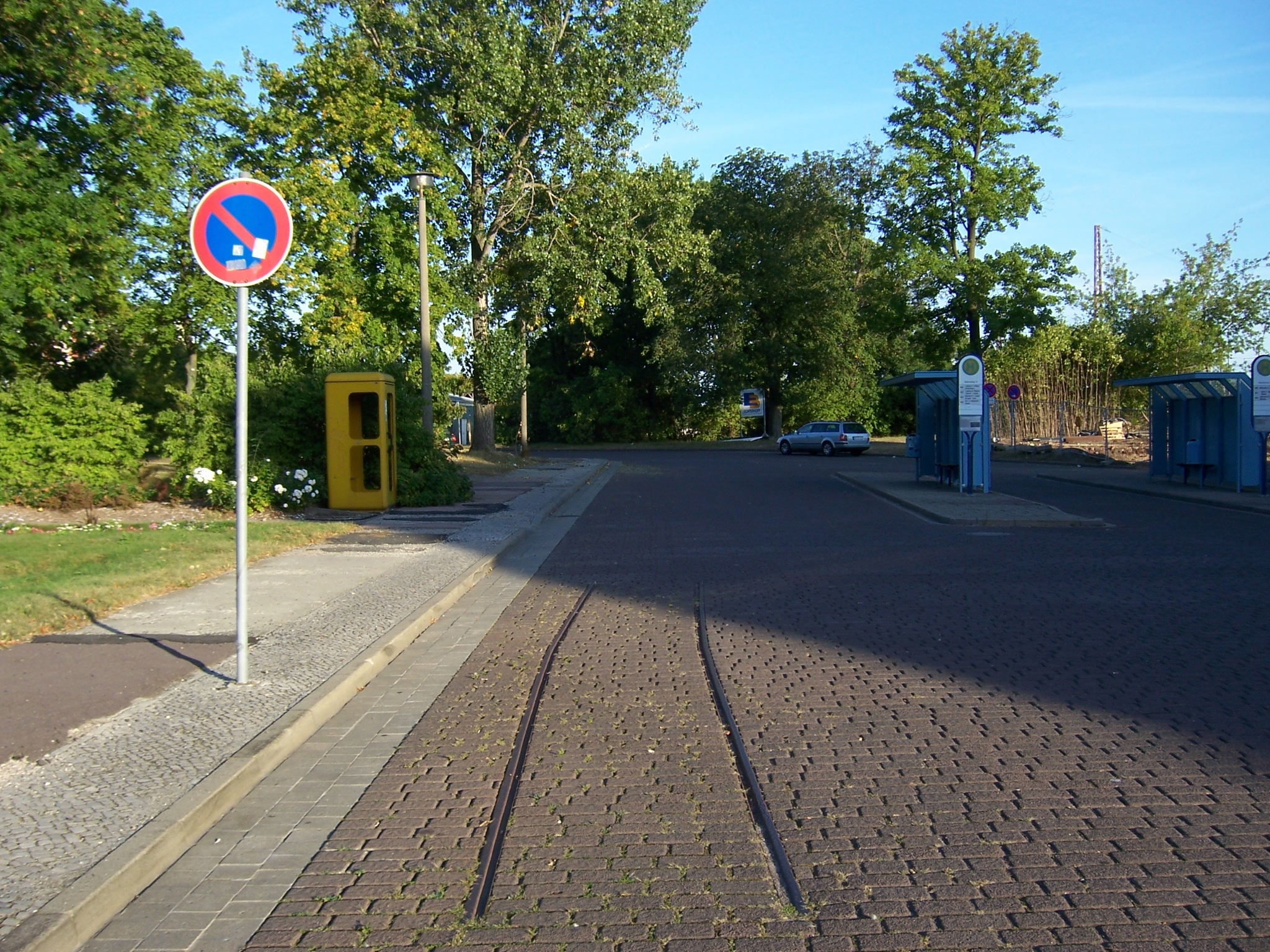
Schienen am Bahnhof

Von der damaligen 2,2 km langen Gleisanlage liegen heute noch am Zerbster Markt und entlang der Leopoldstraße die Schienen der Pferdebahn. Ein weiteres Gleisstück befindet sich im Vorplatz des Zerbster Bahnhofs. Zusammen mit den bis heute vorhandenen Gleisresten der Straßenbahn Döbeln zählen diese Reste zu den ältesten erhaltenen Relikten einer deutschen Straßenbahn. 
Sie stehen unter Denkmalschutz und wurden im Zuge der Sanierung des Markts erst in jüngerer Zeit neu eingepflastert.

## Trivia
Unter Bürgern der Stadt Zerbst und Umgebung ist ein Lied bekannt, welche eine Strophe enthält, das die Zerbster Straßenbahn (Pferdebahn) thematisiert:
Strophe:
„In Zerbst da ist's gemütlich, da gibt's ne Pferdebahn,

das eine Pferd das zieht nicht, das andere das ist lahm.

Der Kutscher der ist bucklig, die Räder die sind krumm,

und alle fünf Minuten da kippt die Karre um.“
Chorus:
„Weil wir die Zerbster sind, Hallihallo.

Das weiß ein jedes Kind, Hallihallo.

Wir reißen Bäume aus, Hallihallo,

wo keine sind.“